# Amy Keating Rogers
Amy Keating Rogers (Los Ángeles, 17 de junio de 1969) es una guionista estadounidense que ha contribuido a varias series de televisión y películas animadas, como episodios de The Powerpuff Girls y My Little Pony: Friendship Is Magic. Ha sido nominada a cuatro premios Primetime Emmy. En 2009, Rogers dirigió el documental Jason Bateman Thinks I'm Dead, que narra sus intentos de restablecer el contacto con el actor Jason Bateman, uno de sus compañeros de clase en la escuela primaria. El 27 de abril de 2015, se convirtió en escritora a tiempo completo en Disney.

## Vida personal
Rogers tiene un esposo, Aaron, con quien tiene dos hijos, Moira y Soren Rogers.

## Filmografía
- #TweetIt: Featuring My Little Pony Staff and Bronies (2014)
- PAW Patrol (2013) (TV) (escritora invitada)
- Bronies: The Extremely Unexpected Adult Fans of My Little Pony (2013) (Ella misma)
- Care Bears: Welcome to Care-a-Lot (2012) (TV) (editora de historia)
- My Little Pony: Friendship Is Magic (2010–2012; 2014–2015) (TV) (escritora)
- The Fairly OddParents (2008-2009) (TV) (historia) (escritora)
- Danny Phantom (2007) (TV) (escritora, "D-Stabilized")
- My Life as a Teenage Robot (2005) (TV) (escritora)
- Foster's Home for Imaginary Friends (2004-2005) (TV) (historia) (escritora)
- The Powerpuff Girls: 'Twas The Fight Before Christmas (2003) (editora de esquemas)
- The Powerpuff Girls Movie (2002) (historia)
- Samurai Jack (2001-2004) (TV) (editora de esquemas)
- Grim & Evil (2001) (TV) (escritora)
- Dexter's Laboratory: Ego Trip (1999) (historia)
- The Powerpuff Girls (1998-2004) (TV) (historia) (editor) (escritora) (head escritora) (coordinadora de producción)
- Johnny Bravo (1997-2004) (TV) (escritora: historia) (asistente de producción)
- Dexter's Laboratory (1996) (TV) (historia)